# Sergio Calzavara
Sergio Calzavara (Mirano, 2 dicembre 1927 – Legnano, 16 novembre 2022) è stato un calciatore italiano, di ruolo centrocampista.

## Carriera
Debutta in Serie B con il Legnano nel 1947-1948, disputando 45 gare in due stagioni.
Nel 1949 passa al Messina, dive vince il campionato di Serie C 1949-1950 e disputa quattro campionati di Serie B, collezionando 83 presenze di cui 61 tra i cadetti.
Passa infine al Venezia in Serie C.

## Palmarès

### Club

#### Competizioni nazionali
- Serie C: 1

Messina: 1949-1950